# Evangelisches Kirchspiel Dobrzyca
Das Evangelische Kirchspiel in Dobrzyca entstand im 19. Jahrhundert in der Provinz Posen.

## Geschichte
Im 16. Jahrhundert gab es erste evangelische Gemeinden im Raum Koschmin (Koźmin) und Pleschen (Pleszew). Die Bürger von Koschmin, Dobrzyca, den umliegenden Hauländereien und Dörfern bemühten sich ab 1775 bei der evangelischen Landeskirche um ein eigenes evangelisches Kirchspiel Dobrzyca und eine Pfarrstelle. Der Zustrom evangelischer Christen, die im Gebiet um Dobrzyca siedelten, machte die Gründung eines neuen Kirchspiels notwendig. Mit dem später von Preußen realisierten Landerschließungsprogramm erhöhte sich die Notwendigkeit der Abtrennung von der Kirchengemeinde Koschmin durch den Zustrom weiterer evangelischer Siedler.
Am 6. Februar 1786 richteten die Kirchenratsvorsteher von Koschmin und die Gemeindevertreter der Hauländereien Izbiczno, Wola, Wilsza, Strzyzew, Karmin und Koschmin wiederum eine Bittschrift an das evangelische Konsistorium in Fraustadt und baten um die Gründung eines neuen Kirchspiels in Dobrzyca. Gleichzeitig überreichten sie die Einverständniserklärung des Grundherrn von Dobrzyca, Graf von Gorzenski.
Am 15. März 1787 erklärte das evangelische Konsistorium sein Einverständnis. Das Bemühen der Bürgerschaft scheiterte zunächst an dem Grundeigentümer von Koschmin, Feldmarschall Graf von Kalkreuth, der gegen die Errichtung eines neuen Kirchspiels in Dobrzyca war. Im Jahr 1799 suchte der amtierende Pastor Faustel der Kirchengemeinde Koschmin krankheitshalber einen Substituten. Die Generalin von Kalkreuth, Grundherrin von Koschmin, schlug Pastor Karge vor. Am 24. November 1799 befürworteten Vertreter von Dobrzyca und den umliegenden Hauländereien diese Wahl. 1795 wurde die Erbauung einer neuen evangelischen Kirche in Dobrzyca bei Graf von Gorzenski erneut angeregt, der sich an das Ministerium in Berlin um Genehmigung wandte.
Am 10. Juni 1799 entschied das Königliche Ministerium in Berlin, dass zu Lebzeiten des Pastors Faustel aus Koschmin dem Wunsch nicht entsprochen werden könne. Graf von Gorzenski einigte sich daraufhin mit dem Pastor Faustel über seinen Verzicht auf Dobrzyca gegen eine Entschädigung von jährlich 100 Taler.
Dobrzyca erhielt am 24. März 1803 vom Staatsminister von Massow aus Berlin die Erlaubnis zur Abtrennung von der Kirchengemeinde Koschmin und zur Gründung eines eigenen Kirchspiels. Die Kirchengemeinde Dobrzyca erhielt ihre erste Pfarrstelle. Diese besetzte am 16. Mai 1803 Johann George Karge, der von Koschmin nach Dobrzyca übersiedelte. Bis 1820 verwaltete er das Kirchspiel Dobrzyca, das inzwischen zur Kirchenprovinz Posen der Evangelischen Kirche in Preußen gehörte, mit einem Jahresgehalt von 75 Talern. 1821 nahm er eine Pfarrstelle in Lublin an. Er war mit L. Ch. Jul. Gaultier de la Crose verheiratet. In den Anfängen des Kirchspiels übernahmen wegen der Unzugänglichkeit der Ansiedlungen in Vertretung des Pfarrers oftmals die Schullehrer die Beisetzungen. Im Jahr 1818 hatte Pastor Karge einen großen Anteil an der Schaffung eines Schulfonds für den gemeinsamen, zweisprachigen Schulunterricht der Kinder aller Konfessionen in Dobrzyca. Die ständig wachsende Zahl an Kindern machte diese Maßnahme erforderlich.
Ein alter Gasthof wurde zum Bethaus umgewandelt und die Gottesdienste fanden dort für eine lange Zeit statt. Kriegswirren verhinderten die Einlösung des Versprechens durch den Grundherrn Graf von Gorzenski, eine neue Kirche in Dobrzyca zu bauen.

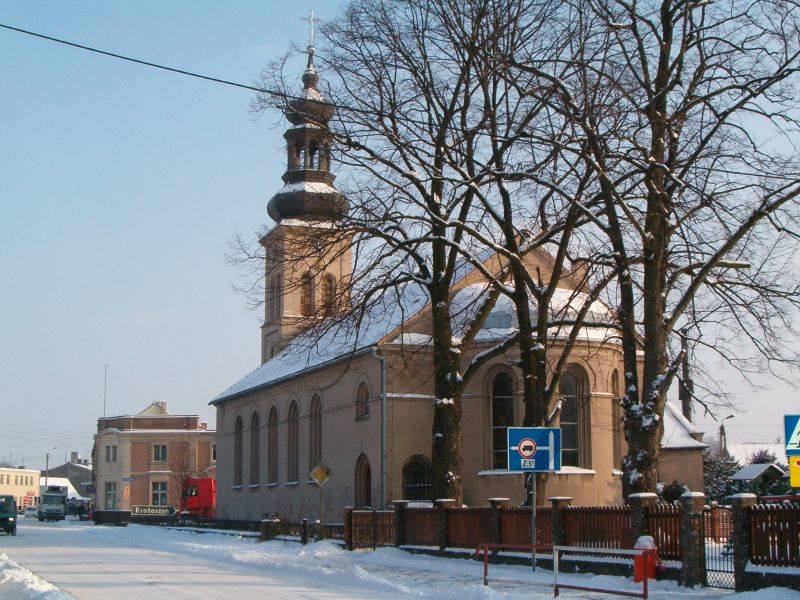
Evangelische Kirche in Dobrzyca

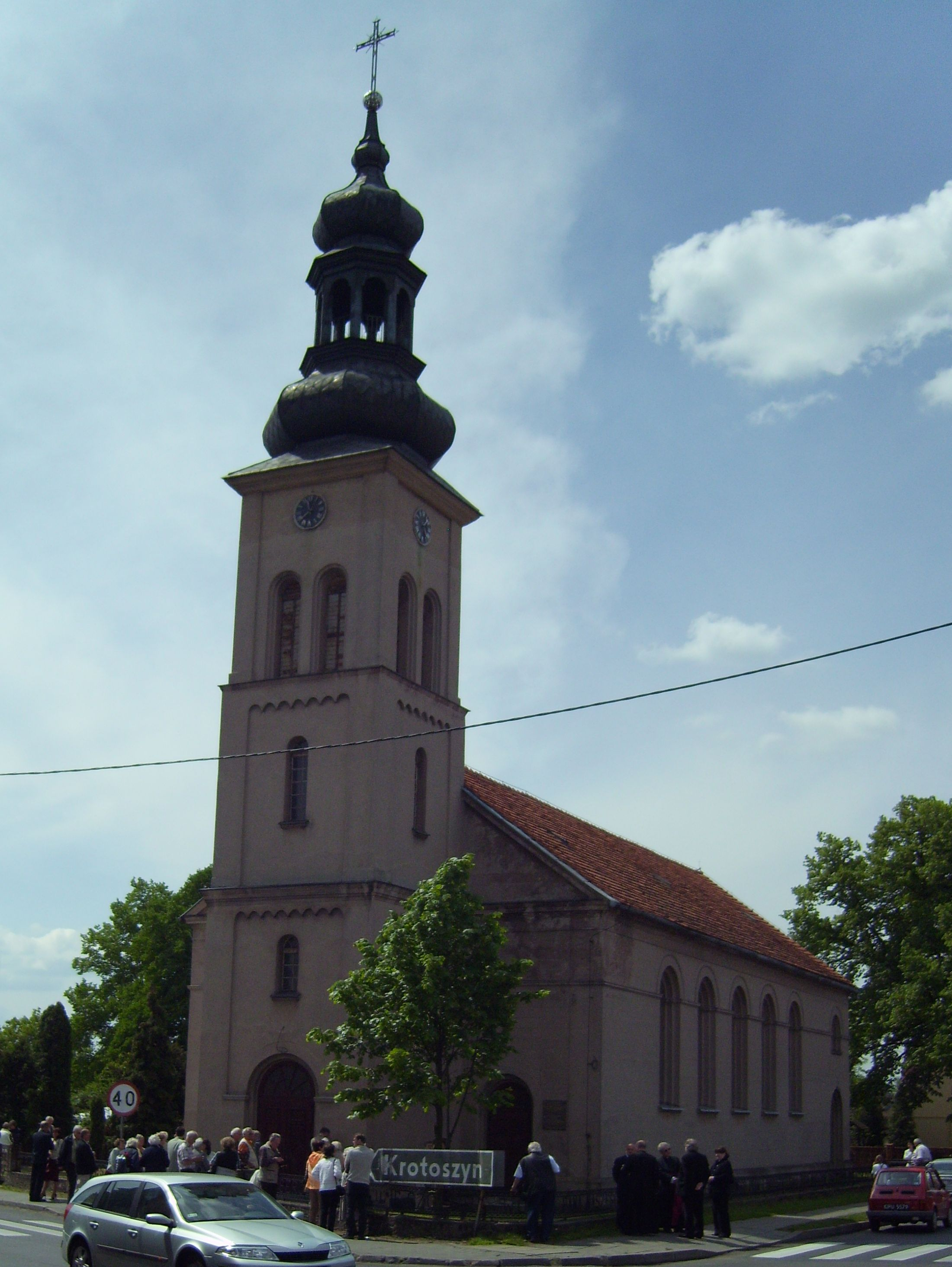
Evangelische Kirche in Dobrzyca am 20. Mai 2008

Erst als König Friedrich Wilhelm I. der Kirchengemeinde ein Geschenk von 6000 Mark machte und die Gemeinde die gleiche Summe aufbrachte, konnte mit dem Bau der neuen evangelischen Kirche in Dobrzyca an der Koschminer Straße (51° 51′ 57,6″ N, 17° 35′ 48,1″ O) begonnen werden. Der Platz für das zu errichtende Kirchengebäude wurde durch einen Rechtsstreit mit der Freifrau von Turno, Grundherrin von Dobrzyca, bestimmt. Das Königlich-Preußische Oberregulationsgericht Fraustadt bestätigte am 4. Mai 1827 das Urteil in erster Instanz des Königlich-Preußischen Landgerichts, das als Standort des Kirchengebäudes nicht das Klonowo-Gut, sondern das Klonowo-Vorwerk festgelegt hatte. Die Kirchweihe erfolgte am 14. Juni 1842. Das Kirchengebäude wurde 1903 erneuert und erweitert. Am 1. Oktober 1903 fand ein Festgottesdienst in der erneuerten Kirche statt.
Der halbrunde Altarraum der Kirche hatte drei Fenster mit folgenden Darstellungen (von innen gesehen): linkes Fenster – Petrus mit Schlüssel, Mitte – Jesus, rechtes Fenster – Johannes der Täufer.
Nach dem Gebietswechsel 1918 bildeten die nun in Polen gelegenen evangelischen Gemeinden der Kirchenprovinz Posen die Unierte Evangelische Kirche in Polen, geleitet von Generalsuperintendent Paul Blau. Durch die Flucht der meisten Deutschen aus Dobberschütz und Umgebung vor der herannahenden Roten Armee am 20. Januar 1945 wurde die evangelische Kirchengemeinde praktisch aufgelöst. Als Zeugnis des Bestehens dieser Gemeinde ist heute noch das nach 1972 erneuerte Kirchengebäude mit seinem wiederhergestellten Zwiebelturm zu sehen. Seit dem 20. Mai 2008 erinnert eine Gedenktafel an die Verstorbenen der evangelischen Kirchengemeinde Dobrzyca (Dobberschütz) von 1803 bis 1945.

## Eingepfarrte Orte
Zum Kirchspiel Dobrzyca gehörten weiter die Hauländereien und Ansiedlungen Eichdorf, Rothendorf, Blumenau, Grünau, Steinicksheim, Wilscha, Wola, Olesie, Ruda, Fabianow, Lutynia, Steinfeld Koryta, Augustinowe, Felicianowe, Kottlin, Bugay, Orpischewek und die Racadower Glasfabrik. Von 1876 bis 1906 und von 1921 bis 1940 war die Gemeinde Deutsch-Koschmin Bestandteil des Kirchspiels Dobrzyca. Die Ortzugehörigkeit zur evangelischen Kirchengemeinde Dobrzyca änderte sich im Laufe der Zeit mehrfach. Weitere evangelische Kirchen gab es in Borek, Deutsch-Koschmin, Kobylin, Königsfeld, Koschmin, Krotoschin, Pogorzela und Zduny. 1939 erfolgte die Umbenennung von Dobrzyca in Dobberschütz, 1945 die Rückbenennung in Dobrzyca.
1942 wurde das 100. Kirchweihfest im Beisein des Posener Generalsuperintendenten Paul Blau, des Krotoschiner Superintendenten Michalowski, des Pastors Karl Berger, des Ortspfarrers Otto Kerstan und der Kirchenratsvertreter von Dobrzyca und den dazugehörigen Hauländereien feierlich begangen. 1942 erklärten sich Kirchenältester und Gemeindevertreter bereit, in Vertretung des Pfarrers Lesegottesdienste, notfalls Taufen sowie Beisetzungen zu vollziehen, und wurden kurzzeitig geschult. Das wurde aufgrund der Einberufung des Pfarrers zur Wehrmacht als Präventivmaßnahme notwendig. Die Vikare Borgmann, Kastner, Thom und Meißner waren ebenfalls vor 1940 im Kirchspiel tätig. Die baulichen Veränderungen des Kirchturmes im Laufe der Zeit entstanden wegen der drei Glocken, die zu Kriegszwecken eingeschmolzen wurden. Im alten Küsterhaus war die Wohnung der Gemeindeschwestern.
Der evangelische Friedhof befand sich direkt hinter dem katholischen. Das alte evangelische Pfarrhaus, genutzt bis 1936, war am Markt. Auf dem Gelände des alten Pfarrhauses entstand ein Holzlager für die Pantoffelfabrik. Später erfolgte der Umzug in einen Neubau in der Nähe der Kirche. In diese Zeit fiel die Gründung des Posaunenchores unter Leitung des Lehrers Heinz Zimmermann, der auch den Kirchenchor leitete.

## Pfarrer
1782 betreute Johann Samuel Weitzmann im Kirchspiel Koschmin die evangelischen Christen von Dobrzyca und Umgebung. Mit Eröffnung des Kirchspiels Dobrzyca war Johann George Karge von 1803 bis 1821 tätig. Anschließend nahm er eine Pfarrstelle in Lublin an.
Von November 1821 bis 1839 folgte ihm Samuel Friedrich Jaekel, der 1769 geboren wurde und am 9. Mai 1839 in Dobrzyca nach einer 50-jährigen Gesamtdienstzeit als Pfarrer verstarb. Samuel Friedrich Jaekel stammte aus einer Pfarrersfamilie in Filehne und hatte in Halle studiert. Von 1792 bis 1807 war er Soldat. Er war von 1809 bis 1816 in Asmoos im Kanton St. Gallen in der Schweiz und anschließend als Prediger in Zduny tätig. Nach einem Einsatz in Pabianice in Polen übernahm er 1821 das Pfarramt in Dobrzyca. Am 10. Februar 1822 wurde er im Beisein zweier Amtsbrüder und des katholischen Propstes Jabczynski in sein Amt in Dobrzyca eingeführt. Das Beisein des katholischen Propstes von Dobrzyca bei der Amtseinführung von Pastor Jaekel zeugt von der wachsenden Anerkennung der evangelischen Gemeinde. Er veröffentlichte 1833 den Katechismus für evangelische Konfirmanden (Breslau) und löste damit heftige Reaktionen aus.
Franz Jakob Nebe, der 1811 in Gatterstädt bei Querfurt geboren wurde und in Halle studiert hatte, war von 1840 bis 1854 im Kirchspiel tätig und besetzte danach eine Pfarrstelle in Kletzko. Um 1840 wurde Pastor Strecker von der Kirchengemeinde Pleschen in Vertretung erwähnt. Von 1854 bis 1890 war Robert Aust (* 1822; † 23. September 1890) Pastor in Dobrzyca. Er wurde 1877 Superintendent in Krotoschin. Karl Siebe (* 2. November 1863 in Heden/Westfalen) führte das Amt von 1891 bis 1895. Anschließend wurde er Missionar in Windhuk/Deutsch-Südwestafrika. Ihm folgte bis 1898 Friedrich Stege, der davor in Kopnitz eingesetzt war. Von 1899 bis 1906 hatte die Pfarrstelle Heinrich Kriele (* 13. August 1869) inne. Von 1906 bis 1916 war Johannes Herrmann (* 18. März 1868) in der Stadt tätig. Ihm folgte von 1918 bis 1920 Erwin Schneider (* 12. Februar 1890). Reinhold Giesel (von 1920 bis 1928), Willibald Nitz (von 1928 bis 1933), Karl Berger (von 1936 bis 1938), Otto Kerstan (von 1939 bis 1944) waren die folgenden Pfarrer im Kirchspiel Dobrzyca. Karl Berger war Dozent an der Theologischen Hochschule in Posen und wurde am 25. Oktober 1936 zum geistlichen Dienst ordiniert. Er wirkte von 1936 bis zum 1. Mai 1938 in Dobrzyca. Danach war er in Schroda und Herrenhofen tätig. Ihm folgte von 1938 bis 1939 Helmut Thom (* 22. Juli 1913 in Rawitsch). Pastor Rech von der Kirchengemeinde Deutsch-Koschmin übernahm wegen der Einberufung zur Wehrmacht von Otto Kerstan (gefallen am 15. März 1944) vertretungsweise die Amtspflichten in Dobrzyca. Von 1944 bis 1945 war Alfred Schröder (* 20. März 1918 in Orel) bis zum Ende des Krieges in Dobrzyca tätig.

## Kirchenbücher
Die Kirchenbücher der evangelischen Gemeinde Dobrzyca sind teilweise noch vorhanden und die bestehenden Kirchenbücher wurden zwischen 1970 und 1995 durch die Mormonen verfilmt. Folgende Kirchbücher sowie Zivilstandsregister sind über das Narodowe Archiwum Cyfrowe (NAC, nationale digitale Archiv) online einsehbar:
- Geburts-, Heirats- und Sterberegister 1818–1874 (evang. Kirchenbücher, siehe Weblink)
- Geburts-, Heirats- und Sterberegister 1874–1892 (Zivilstandsregister, siehe Weblink)